# Cecilio Zubillaga Perera
Cecilio Zubillaga Perera, hay còn được gọi là Chio Zubillaga, là một nhà báo người Venezuela. Ông sinh ra ở Carora, bang Lara vào ngày 1 tháng 2 năm 1887 và mất ở đó vào ngày 25 tháng 7 năm 1948.

## Tiểu sử
Ông đã viết rất nhiều bài báo về lịch sử và các vấn đề xã hội cho các tờ báo ở Carora, Barquisimeto và Caracas, dù ông ít được học tập chính quy và phần lớn là tự học. Ông cũng là thành viên của Học viện Lịch sử Quốc gia Venezuela.

### Đề cập
Nhà sử học Guillermo Morón đã xuất bản một tuyển tập các bài báo và các bài viết khác của ông với tựa đề La Voz del Común. Các nhà văn Rafael Montes de Oca Martínez và Juan Páez Ávila đã bàn luận về cuộc đời của ông trong các cuốn sách có tựa đề Biografía de un Genio Popular và Chío Zubillaga, Caroreño Universal.